# Sarcopenia
Sarcopenia (del griego σάρξ sarx, "carne", y πενία penia, "pobreza" o "escasez") es un término médico que literalmente significa escasez de carne (músculo), que Rosenberg (1989) acuñó por primera vez para describir la pérdida de masa de músculo esquelético durante el envejecimiento. Se caracteriza por la pérdida progresiva y generalizada de masa muscular esquelética y la función muscular (fuerza o rendimiento) con un mayor riesgo de mala calidad de vida, discapacidad física, caídas y debilidad frecuentes, incluso la muerte. Es un síndrome generalmente relacionado con el proceso de envejecimiento (sarcopenia primaria) y a su vez asociada a la osteoporosis, siendo dos factores que determinan la calidad de vida y la longevidad en adultos mayores. Es distinto de la caquexia, en la que el músculo se degrada a través de un proceso mediado por citoquinas, y que se da en ciertas enfermedades como el cáncer o inmunodeficiencia. 
Las posibles estrategias para reducir la sarcopenia incluyen una alimentación que incluya fuentes ricas en proteína/aminoácidos (carnes, huevo, pescado, lácteos, legumbres, oleaginosas) y micronutrientes (vitaminas y minerales), actividad física/ejercicio de resistencia adecuado para la edad, restricción calórica, antiinflamatorios y antioxidantes. La mejora de la capacidad física durante el envejecimiento podría contribuir no solo a la prevención de la sarcopenia y la osteoporosis, sino además a la prevención de fracturas del cuello del fémur y enfermedades cardiovasculares de alta prevalencia en adultos mayores. (5)

## Clasificación
La sarcopenia se clasifica en dos grandes grupos, atendiendo a su fisiopatología:
- Sarcopenia primaria. Pérdida de masa y función del músculo esquelético que ocurre durante el proceso de envejecimiento.
- Sarcopenia secundaria. Debida a la presencia de una enfermedad o medicación subyacentes.

## Causa
Según un estudio comparativo realizado sobre ratones, a cargo de Andrew R. Marks y otros investigadores del Centro Médico de la Universidad de Columbia, en Estados Unidos, la sarcopenia aparecería cuando cierto grupo de proteínas de las células musculares experimenta pérdida de calcio, lo cual activa una cadena de eventos que finalmente limita la capacidad de contracción de las fibras musculares. En esta pérdida de calcio están implicados los receptores de la rianodina, unos canales de calcio existentes en muchos tejidos corporales.

## Ejercicio de resistencia como tratamiento

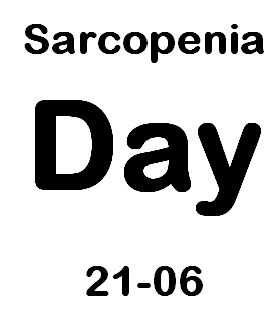
[https://sites.google.com/view/nutriteamcom/p%C3%A1gina-principal

El ejercicio de resistencia muscular es la medida más eficaz para la prevención y tratamiento de la sarcopenia al promover mejorías en la fuerza y masa muscular. 
El ejercicio de resistencia muscular tiene efectos beneficiosos en población sarcopénica, mejora la funcionalidad en cuestión de levantarse del suelo y subir escaleras, evita caídas, mejora la resistencia a la insulina y el perfil lipídico, además de prevenir el deterioro cognitivo. Se recomienda realizar este tipo de actividad física 3 veces por semana. En adultos mayores con funcionalidad preservada se sugiere la prescripción del ejercicio físico con respecto a la intensidad, duración y frecuencia o volumen de entrenamiento. Dichos ejercicios deben estar basados principalmente en la hipertrofia muscular, 1-3 series de 8-12 repeticiones cada una, que incluyan los 8-10 grupos musculares mayores, con una intensidad del 70- 80% de la fuerza máxima o una repetición máxima (1RM) que puede realizarse con ese grupo muscular y con un descanso de un minuto entre las series. Los beneficios del entrenamiento de resistencia o hipertrofia se pueden observar tras 11 semanas de entrenamiento. 

## Diagnóstico
Realizar un diagnóstico clínico de sarcopenia es difícil por las siguientes razones: 
- No hay un nivel absoluto de pérdida de masa muscular como comparación.
- No hay una prueba clínica aceptada de diagnóstico de la sarcopenia.
- No hay una hipótesis aceptada de declinación funcional adjudicable de sarcopenia.

Sin embargo, en la actualidad hay técnicas que permiten cuantificar la masa muscular científicamente mediante el uso de la absorbimetría o absorciometría de rayos X dual (DEXA), el escaneo mediante tomografía computarizada del abdomen y una medición de la pantorrilla para verificar la masa muscular.  Baumgartner et al. publicaron un trabajo sobre definir la sarcopenia basado en 2 desvíos estándares por debajo de la media de un adulto joven saludable. También se está probando el análisis de impedancia bioeléctrica, como puede comprobarse en el estudio de Anaszewicz y colaboradores publicado en 2019.
El European Working Group on Sarcopenia in Older People (EWGSOP) desarrolló en el año 2010 una primera definición clínica de la sarcopenia, la cual fue actualizada posteriormente en 2019. Así, se define que una pérdida de la fuerza muscular establece una probabilidad de presentarla (sarcopenia probable), una pérdida de la cantidad o calidad muscular mediante las técnicas comentadas anteriormente nos daría una confirmación de la misma (sarcopenia confirmada), y la determinación del estado físico nos permitiría conocer la gravedad (sarcopenia severa).